# NN-116
La carretera NN‑116 es una vía departamental secundaria del departamento de Chontales que comunica zonas rurales entre El Lajero y Cuatro Esquinas. La vía es de importancia local para la movilidad agrícola.

## Trazado y cruces
| km  | Localidad / Punto | Departamento | Conexión / Ruta |
| --- | ----------------- | ------------ | --------------- |
| 0,0 | El Lajero         | Chontales    | NN 115          |
| 9,6 | Cuatro Esquinas   | Chontales    | Camino rural    |

## Coordenadas
Uno de los tramos de la NN‑116 puede ser encontrado en las coordenadas: 11°40′24″N 84°25′35″O / 11.6733, -84.4264